# ТАФІК

Старий логотип клубу

TAFIC F.C. або ФК Тафік (англ. Tati African Football Independent Club) — професіональний ботсванський футбольний клуб з міста Франсистаун. 

## Історія
ТАФІК був заснований в 1959 році, в місті Франсистаун, належить до числа найстаріших футбольних клубів країни, а також має значну кількість уболівальників по всій території Ботсвани, але, незважаючи на це, клуб жодного разу так і не здобув чемпіонський титул в найвищому футбольному дивізіоні. Команда тричі ставала фіналістом кубкових турнірів.
В 1993 році команда взяла участь у Кубку володарів кубків, де вони поступилися у попередньому раунді Ліверпулю (Окаханджа) з Намібії.

## Принципові протистояння
Основне принциповим суперником ТАФІК є клуб ЕККО Сіті Грінз, заснований у 1992 році, обидва клуби представляють одне й те ж місто, і, на відміну від TAFIC, ЕККО Сіті Грінз був чемпіоном вищого дивізіону. Це протистояння отримало назву Франсистаунське Дербі.

## Досягнення
- Прем'єр-ліга
  -  Бронзовий призер (1): 1988[5]

- Перший дивізіон чемпіонату Ботсвани з футболу (зона «Північ»)
  -  Чемпіон (1): 2005/06[6]

- Кубок виклику Футбольної асоціації Ботсвани
  -  Володар (1): 2002
  -  Фіналіст (1): 1992

- Кубок незалежності Франсистауну
  -  Фіналіст (1): 2006

## Статистика виступів на континентальних турнірах
| Сезон | Турнір                     | Раунд      | Клуб                  | Вдома | На виїзді | Загалом |
| ----- | -------------------------- | ---------- | --------------------- | ----- | --------- | ------- |
| 1993  | Кубок володарів кубків КАФ | Попередній | Ліверпуль (Окаханджа) | 1-1   | 0-1       | 1-2     |

## Відомі гравці
| - Мозусі Холе - Леорнард Иатенге - Пхузеко Медупе - Бойтумело Меретінг - Погісо Ммусі - Джозеф Мокгфазі - Лавмур Мокгвітсі | - Ноубаді Мосвеу - Сіті Мотлатхеді - Корнеліус Мудзінгва - Крістофер Оллін - Тінейдж Рантлшотлхе - Молокі Сечеле - Сенжоба Сенжоба |